# Deuteronomos hannemanni
Deuteronomos hannemanni là một loài bướm đêm trong họ Geometridae.